# A' Katīgoria 1954-1955
La A' Katīgoria 1954-1955 fu la 18ª edizione del massimo campionato di calcio cipriota: l'AEL Limassol vinse il suo terzo titolo.

## Stagione

### Novità
Per la prima volta partecipò una neo promossa: nel caso specifico fu l'Aris Limassol, vincitore della B' Katīgoria 1953-1954.

### Formula
Il campionato era formato da dieci squadre ed era prevista, per la prima volta, una retrocessione; furono assegnati due punti in caso di vittoria, uno in caso di pareggio e zero in caso di sconfitta.
Le squadre si incontrarono in gironi di andata e ritorno per un totale di diciotto turni per squadra.

## Squadre partecipanti
| Club                | Città     | Stadio             | Stagione precedente          |
| ------------------- | --------- | ------------------ | ---------------------------- |
| AEL Limassol        | Limassol  | Stadio GSO         | 5º in A' Katīgoria           |
| Anorthōsis          | Famagosta | Stadio GSE         | 3º in A' Katīgoria           |
| APOEL               | Nicosia   | Vecchio Stadio GSP | 2º in A' Katīgoria           |
| Arīs Limassol       | Limassol  | Stadio GSO         | 1º in B' Katīgoria, promosso |
| AYMA Nicosia        | Nicosia   | Vecchio Stadio GSP | 9º in A' Katīgoria           |
| Çetinkaya Türk      | Nicosia   | Vecchio Stadio GSP | 4º in A' Katīgoria           |
| EPA Larnaca         | Larnaca   | Vecchio Stadio GSZ | 6º in A' Katīgoria           |
| Omonia              | Nicosia   | Vecchio Stadio GSP | 7º in A' Katīgoria           |
| Olympiakos Nicosia  | Nicosia   | Vecchio Stadio GSP | 8º in A' Katīgoria           |
| Pezoporikos Larnaca | Larnaca   | Vecchio Stadio GSZ | 1º in A' Katīgoria           |

## Classifica finale
|                  | Pos. | Squadra             | Pt | G  | V  | N | P  | GF | GS | DR  |
| ---------------- | ---- | ------------------- | -- | -- | -- | - | -- | -- | -- | --- |
| Cipro (bandiera) | 1.   | AEL Limassol        | 29 | 18 | 13 | 3 | 2  | 40 | 19 | +21 |
|                  | 2.   | Pezoporikos Larnaca | 24 | 18 | 10 | 4 | 4  | 45 | 19 | +26 |
|                  | 3.   | APOEL               | 23 | 18 | 8  | 7 | 3  | 37 | 25 | +12 |
|                  | 4.   | Çetinkaya Türk      | 20 | 18 | 8  | 4 | 6  | 30 | 24 | +6  |
|                  | 5.   | EPA Larnaca         | 18 | 18 | 7  | 4 | 7  | 38 | 33 | +5  |
|                  | 6.   | Omonia              | 17 | 18 | 7  | 3 | 8  | 29 | 27 | +2  |
|                  | 7.   | Anorthōsis          | 16 | 18 | 6  | 4 | 8  | 35 | 31 | +4  |
|                  | 8.   | AYMA Nicosia        | 16 | 18 | 5  | 6 | 7  | 35 | 44 | -9  |
|                  | 9.   | Olympiakos Nicosia  | 11 | 18 | 5  | 1 | 12 | 24 | 55 | -31 |
|                  | 10.  | Arīs Limassol       | 6  | 18 | 1  | 4 | 13 | 15 | 51 | -36 |

### Verdetti
- AEL Limassol campione di Cipro.
- Arīs Limassol retrocesso in B' Katīgoria 1955-1956.
- Il Çetinkaya Türk si iscrive per la stagione successiva al neonato campionato turco di Cipro Nord.